# Classe Mackensen
La classe Mackensen di incrociatori da battaglia della Kaiserliche Marine doveva rappresentare un miglioramento della preesistente classe Derfflinger, secondo quanto stabilito nella Legge navale del 1912; al progetto originario vennero apportate delle modifiche alla luce di quanto appreso durante la battaglia dello Jutland. Pertanto vennero programmati sette incrociatori da battaglia con cannoni da 350 mm e corazzature più spesse rispetto alle navi precedenti. I nomi originariamente prescelti furono Mackensen, Graf Spee, Prinz Eitel Friedrich, Ersatz A (ricambio A, poiché il nome non era stato ancora scelto ma la nave già impostata, anche se secondo alcune fonti si sarebbe poi chiamata SMS Fürst Bismarck), ed altri tre non avevano ancora ricevuto il nome. Successivamente gli ultimi tre vennero ridesignati come "Classe Ersatz Yorck", in base a un progetto modificato nel gennaio 1917 per incrementare il calibro dei cannoni a 380 mm.
Gli Ersatz Yorck erano comunque simili ai Mackensen, con l'eccezione dei fumaioli. La classe Ersatz Yorck presentava i due fumaioli della classe precedente riuniti in uno solo più grande. Solo la capoclasse fu impostata, ed il lavoro non andò molto avanti; solo 1.000 t di acciaio furono assemblate prima dell'interruzione dei lavori. le altre due navi furono assegnate ai cantieri, ma i lavori non iniziarono mai. Le vicende belliche della prima guerra mondiale però fecero sì che gli ultimi tre progetti venissero annullati, e i lavori furono interrotti anche sulle prime quattro unità per carenza di materiali e per il cambio della strategia bellica tedesca che privilegiò gli U-Boot a sfavore delle navi da battaglia. Due vennero varate, mentre due rimasero sullo scalo, di cui una venne varata nel 1920 al fine di liberare lo scalo. Tutte e quattro vennero demolite in Germania tra il 1921 ed il 1924.

## Storia

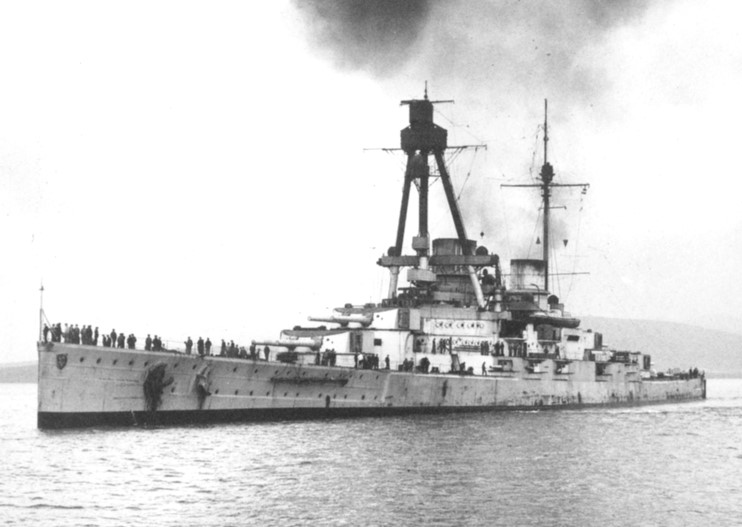
L'incrociatore da battaglia Derfflinger di cui la classe Mackensen costituiva uno sviluppo.

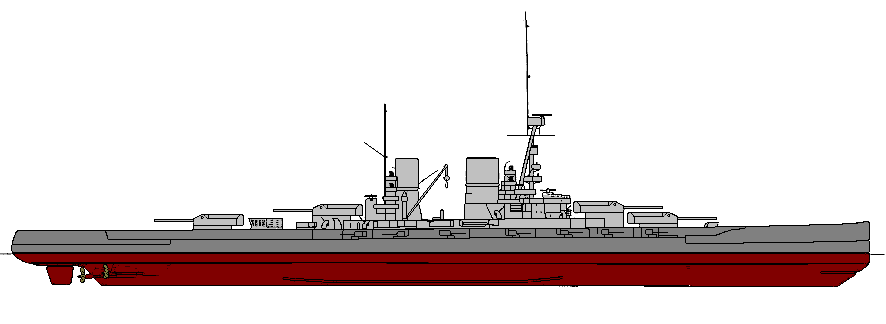
Profilo della classe Mackensen

La progettazione in dettaglio di una nuova classe di incrociatori da battaglia, destinata a costituire un forte miglioramento della precedente classe Derfflinger, venne avviata nell'estate del 1912, e si concluse circa 18 mesi dopo. Durante le discussioni preliminari per le nuove unità con il Kaiser Guglielmo II, il Großadmiral Alfred von Tirpitz cercò di mantenere un atteggiamento prudente e realistico, evitando di assumere comportamenti che potessero generare contrasti con l'orientamento politico della Cancelleria e del Parlamento di Berlino. Questi eventuali contrasti avrebbero potuto comportare rischi potenziali ai piani di sviluppo della Kaiserliche Marine già stabiliti con la Legge Navale. Il progetto iniziale fu approvato il 30 settembre 1912, sebbene successivamente i capi del Dipartimento Generale della Marina, vizeadmiral Günther von Krosigk e konteradmiral Reinhard Scheer, e il capo del Dipartimento per le armi navali, vizeadmiral Gerhard Gerdes, presentarono alcune revisioni che ritenevano necessarie.
Il prudente atteggiamento di Tirpitz contrastava con gli ambiziosi piani di potenziamento della marina chiesti del Kaiser, e con le proposte giunte dai principali dipartimenti del Reichsmarineamt (l'ufficio progetti della flotta) e dal comando della Hochseeflotte. Tirpitz voleva definire al più presto la scelta del progetto dei nuovi incrociatori da battaglia, al fine di farli approvare nel programma di costruzioni navali del 1914. Dopo una serie di discussioni con l'imperatore egli, a tal fine, diede ordini al Reichsmarineamt di iniziare a progettare una unità armata con 8 cannoni da 350 mm, suddivisi in quattro torri binate, avente velocità e protezione uguali a quelle dell'incrociatore da battaglia Hindenburg allora in fase di costruzione. I progetti preliminari presentati si differenziavano per il calibro delle armi principali, e nella protezione adottata, ma avevano tutti la caratteristica di un elevato bordo libero lungo la totale lunghezza dello scafo. Questa soluzione era stata adottata al fine di risolvere problema della scarsa tenuta in mare e dell'abitabilità, evidenziate da una crociera transatlantica effettuata dal Moltke tra il maggio e il giugno 1912.
Nell'aprile 1913, dopo un lungo dibattito all'interno del Reichsmarineamt, e vari interventi personali del Kaiser Guglielmo II, venne raggiunto il progetto finale che verteva sull'adozione di cannoni da 380 mm, al fine di avere le stesse armi delle nuove navi da battaglia classe Bayern, semplificando i problemi logistici. Vennero elaborati ulteriori progetti, e si giunse alla variante denominata "D48a" che prevedeva una nave da 29.600 t di dislocamento, con velocità massima di 27,5 nodi, armamento su 6 cannoni da 380 mm e un costo, stimato, di 55,3 milioni di marchi. Tale soluzione ottenne l'approvazione del Kaiser nel giugno 1913, e teneva presente che cannoni più pesanti dei 305 mm della classe Derfflinger avrebbero imposto uno scafo più largo e più lungo e con maggiore pescaggio dei 9 m della precedente classe; per contro i bacini di carenaggio della flotta non avevano la possibilità di ospitare simili navi, e neanche le chiuse del canale di Wilhelmshaven. Pertanto, il grande ammiraglio von Tirpitz aveva vietato un progetto che eccedesse le 31.000 t di dislocamento (29.526 tonnellate lunghe) e la larghezza massima di 30,4 m. La variante "D48a" non fu definitiva, in quanto von Tirpitz intervenne personalmente, entrando in contrasto con Guglielmo II e generando lunghe discussioni all'interno del Reichsmarineamt. All'inizio del mese di novembre il grande ammiraglio, per cercare un compromesso compatibile con il futuro della Legge Navale, diede istruzioni di concentrarsi su progetti dotati di cannoni da 350 mm. Il progetto finale, denominato "60", fu approvato definitivamente il 24 maggio 1914. Esso prevedeva una nave equipaggiata con 8 cannoni SK L/45 da 350 mm per 45 calibri, con dislocamento di 31.000 tonnellate, e una lunghezza massima di 224 metri. Il comandante della Hochseeflotte, ammiraglio Friedrich von Ingenohl, avrebbe preferito l'adozione del pezzo da 305 mm delle navi della classe Derfflinger, ma la cosa non ebbe seguito.

## Descrizione tecnica

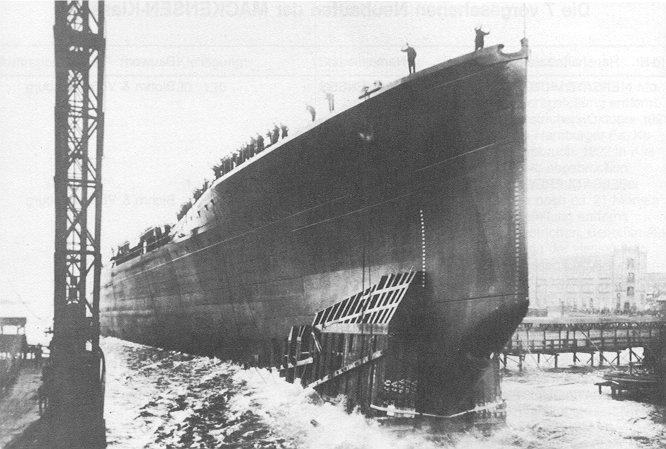
Il varo dell'incrociatore da battaglia Mackensen presso il cantiere navale Blohm und Voss di Amburgo, avvenuto il 17 aprile 1917.

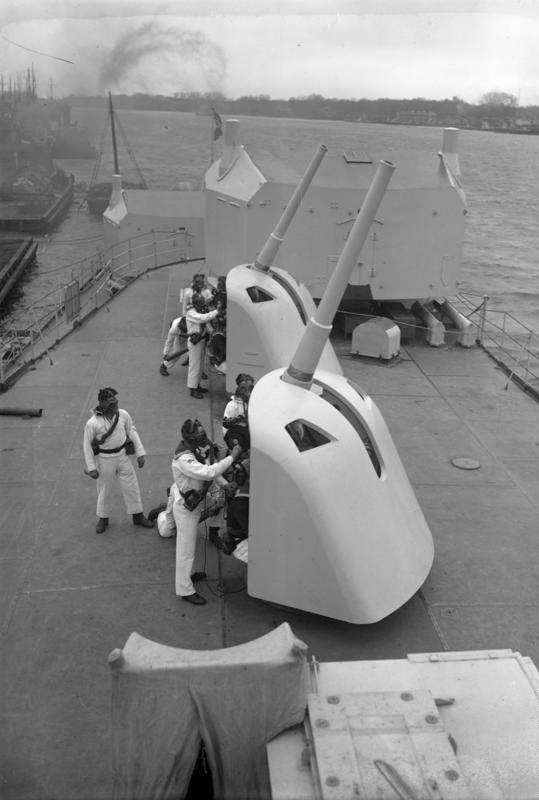
Cannone antiaereo 8.8 cm SK L/45 calibro 88/45 in impianto singolo, simile a quello che doveva essere imbarcato sulle unità classe Mackensen.

Gli incrociatori da battaglia "classe Mackensen", progetto "60", dislocavano a pieno carico 35.300 tonnellate, erano lunghi fuori tutto 224 m, larghi 30,4 m, e avevano un pescaggio di 9,3 m a prora e 8,4 m a poppa. Lo scafo era suddiviso in 18 compartimenti stagni, e disponeva di un doppio fondo che si estendeva per quasi tutta la sua lunghezza.
Il ponte di coperta era continuo, dotato di maggiore bordo libero e più pronunciata stellatura dei masconi, al fine di garantire buona manovrabilità e tenuta in mare. Fu adottato un moderato bulbo prodiero, introdotto pochi anni prima sulle unità della US Navy, al fine di ridurre la resistenza all'avanzamento dello scafo, spostando verso la prora il centro della carena. Lo spostamento del centro di carena era stato adottato per consentire un leggero avanzamento sia delle torri prodiere di grosso calibro che dell'apparato motore, una scelta dovuta all'esigenza di disporre degli spazi per la postazione lanciasiluri laterale aggiuntiva su ogni fiancata. Allo spostamento del centro di carena contribuì l'adozione di assi portaelica più corti e di ridotto volume rispetto alle precedenti unità. I timoni erano due, disposti affiancati, e collocati nel flusso delle eliche degli assi interni garantivano una migliore manovrabilità. La notevole distanza delle torri di grosso calibro poppiere (C e D) riduceva il rischio che un singolo colpo a segno potesse, in casi estremi, mettere fuori uso entrambi gli impianti. Nello spazio intermedio tra le barbette così disponibile si trovavano i locali delle turbine ad alta pressione.
L'apparato motore era composto da 28 caldaie a carbone e 8 a nafta, al fine di frammentare la produzione del vapore tra molte piccole caldaie, ottenendone una generazione più uniforme, e disponendone di un numero maggiore in riserva. Due turbine ad alta pressione agivano sugli assi esterni, e due di bassa pressione su quelli interni. Tutte le turbine era poste in locali separati, e sulle prime tre unità della "classe Mackensen" era prevista l'installazione di due turbine di marcia accoppiate tramite un riduttore agli assi interni. Questa soluzione garantiva un miglioramento del 20% dell'autonomia alla velocità di crociera di 16 nodi, mentre a velocità più elevate tali turbine venivano disaccoppiate. Il carico massimo di combustibile era pari a 4 000 t di carbone e 2 000 t di nafta che garantivano un'autonomia di 8 000 miglia alla velocità di 14 nodi. L'apparato motore forniva una potenza massima di 90.000 CV su 4 assi, che garantivano il raggiungimento di una velocità massima di 28 nodi. L'impianto elettrico a 220 volt era alimentato da 8 generatori diesel che fornivano una potenza di 2.320 kW.
Le condotte per lo scarico dei fumi convergevano in due fumaioli di notevole altezza. L'anteriore si trovava subito dietro la sovrastruttura che comprendeva il torrione di comando, le plance e gli altri locali di servizio, ed era sormontata dall'albero a tripode che sorreggeva una grande coffa destinata a punto di osservazione, e su cui si trovava la direzione ausiliaria del tiro. Subito dietro al fumaiolo posteriore vi era un albero a stilo. Gli otto proiettori per il combattimento notturno erano disposti, 4 per lato, su altrettante piattaforme disposte rispettivamente tra il tripode e il fumaiolo anteriore e poco dietro a quello posteriore. L'equipaggio era composto da 46 ufficiali, e 1 140 sottufficiali e marinai, mentre in caso l'unità operasse come nave ammiraglia ad essi si aggiungevano ulteriori 14 ufficiali e marinai. Le navi trasportavano un buon numero di piccole imbarcazioni, tra cui due piccole barche a vapore, una chiatta, due lance, due cutter e tre iolle.
L'armamento principale era composto da 8 cannoni da 35 cm SK L/45 (350/45) mm disposti in 4 torrette binate, due anteriori e due posteriori, che potevano sparare con un arco di tiro di oltre 300° per torre, installati su affusti Drh LC/1914 . Il munizionamento disponibile era di 720 colpi, pari a 90 per arma.
L'elevazione iniziale andava da -8° a + 16°, poi modificata a -5°/+20° dopo gli esiti della battaglia dello Jutland.  La gittata massima a +16° era pari a 20 000 m, mentre a +20° arrivava a 23 300 m. Il peso del proiettile era pari a 600 kg, che garantiva un peso complessivo di bordata di 4 800 kg, con una cadenza di tiro di 2,5 colpi al minuto. La velocità di volata era di 820 metri al secondo. Come le altre armi pesante tedesche, i cannoni da 350 mm usavano una carica iniziale di propellente contenuta in un bossolo di seta, mentre quella principale era contenuta in un bossolo di ottone. 
L'artiglieria di medio calibro era composta da 14 cannoni da 15 cm SK L/45 (150 mm) disposti in casamatte lungo la fiancata, 7 per lato, che si estendevano nello spazio che andava a dalle torri di grosso calibro A e C.  Ogni pezzo da 150 mm di 160 colpi, raggiungeva una gittata massima di 13 500 m, poi portata a 16.800 m, e aveva una cadenza di tiro di 7 colpi al minuto. I proiettili pesavano 45,3 kg ed erano caricati con una carica di propellente RPC/12 di 13,7 kg contenuta in un bossolo di ottone. Essi venivano esplosi a una velocità di 835 metri al secondo, e le canne dei cannoni dovevano essere sostituite dopo che avevano sparato 1 400 proiettili.
Completavano l'artiglieria 8 cannoni contraerei da 88/45, in impianti singoli montati su affusto MPL C/13, posizionati agli angoli delle sovrastruttura prodiera, e intorno alla torre sopraelevata di poppa. L'elevazione andava da -10° a + 70°, e raggiungeva una quota di 9 150 m a 70°. Vi erano inoltre cinque tubi lanciasiluri subacquei da 600 mm, disposti uno a prora, e quattro laterali, due per ciascuna fiancata. I siluri erano del tipo H8, lunghi 9 m e dotati di una testata caricata a Hexanite del peso di 210 kg. Tali armi avevano un raggio d'azione di 8.000 m alla velocità di 35 nodi (65 km/h; 40 mph); mentre raggiungevano una gittata di 15 000 m alla velocità di 28 nodi (52 km/h; 32 mph).
Le navi della classe Mackensen erano protette da una corazzatura Krupp in acciaio, considerata standard per le navi da guerra tedesche di quel periodo. Non sono disponibili dati specifici, ma secondo lo storico navale Erich Gröner la corazza Krupp installata era una variante di quella delle unità "classe Derfflinger".  La protezione verticale raggiungeva i 300 mm nella zona centrale, dove si trovavano parti importanti come gli elevatori delle munizioni e i locali caldaie, e arrivava a 120-130 mm nella zona di prora e di poppa, e a 200-250 mm nelle traverse corazzate. Una paratia antisiluri dello spessore di 45 mm correva lungo lo scafo, alcuni metri dietro alla cintura principale. Le torri di grosso calibro avevano una protezione frontale di 270 mm, laterale di 220 mm e di 110 mm nel cielo. Le barbette disponevano di una protezione che variava dai 260 mm ai 30 mm. La protezione della torre di comando anteriore aveva una protezione ai lati di 300 mm, e superiore di 130 mm; quella di comando posteriore di 200 mm ai lati, e di 50 mm nella parte superiore. I pezzi di medio calibro posti in casamatta, disponevano di una protezione da 150 mm delle stesse casematte, mentre gli scudi dei cannoni arrivavano a 70 mm per proteggere i loro serventi da eventuali schegge di proiettili.

## Impiego operativo

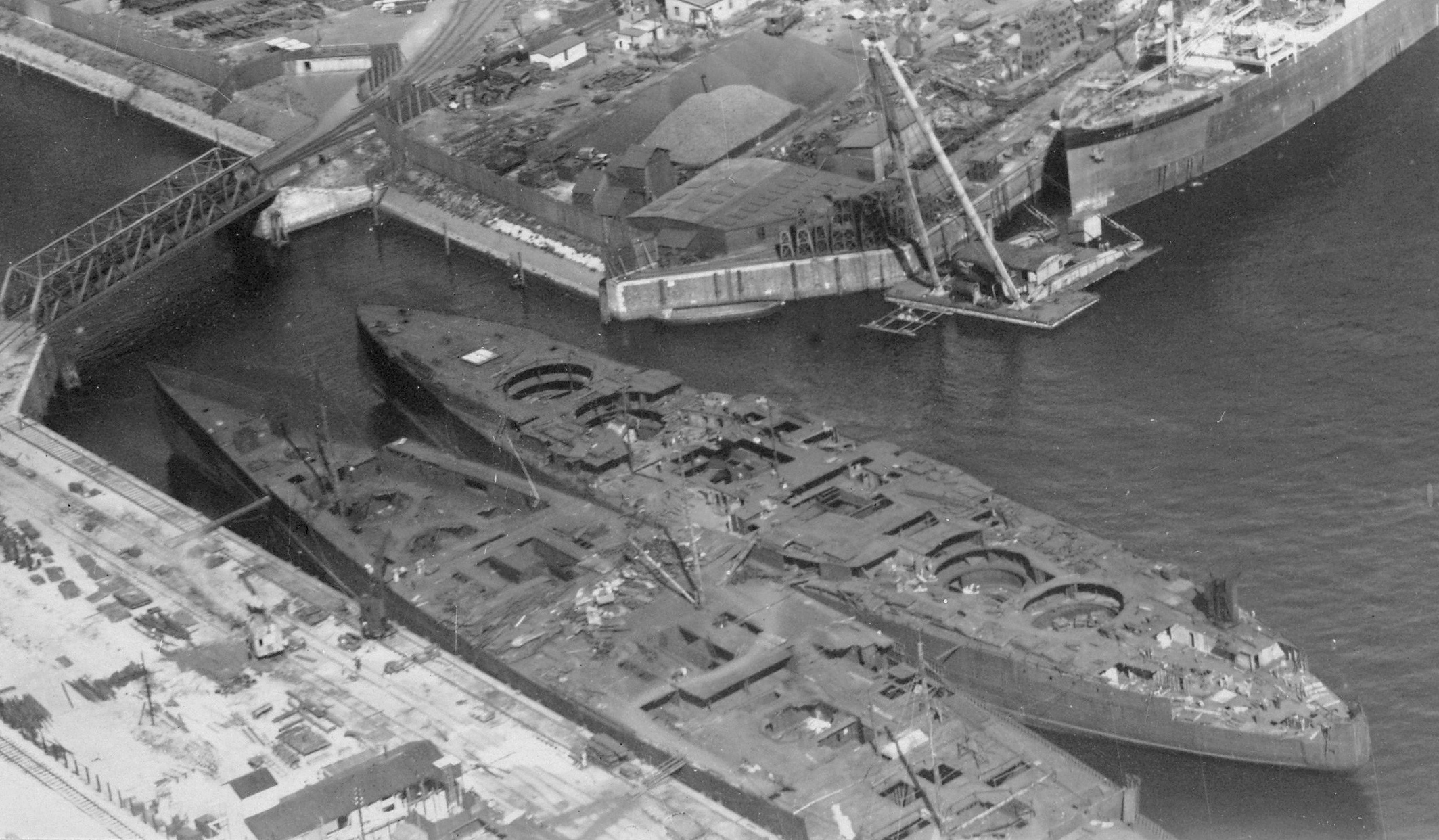
Lo scafo dell'incrociatore da battaglia Prinz Eitel Friedrich ormeggiato all'esterno di quello della nave da battaglia classe Bayern Württemberg fotografato ad Amburgo, nel 1920.

I quattro incrociatori da battaglia ordinati appartenevano al programma di costruzioni del tempo di pace, che prevedeva la realizzazione di una nave da battaglia e un incrociatore da battaglia all'anno tra il 1913 e il 1917, con una unità aggiuntiva per entrambi i tipi nel 1913 e nel 1916.
Alla prima unità, denominata Ersatz Victoria Luise, fu aggiunto un ordine per due ulteriori incrociatori da battaglia nel 1914, e quando il Reichsmarineamt, nel febbraio 1915, si rese conto che la guerra sarebbe durata a lungo, decise di sostituire i quattro incrociatori corazzati che erano stati perduti fino ad allora, nella primavera dello stesso anno emise un ordine per ulteriori quattro navi, portando il totale della classe a 7. Le ultime tre navi andarono poi a costituire la nuova classe Ersatz York'' dotata di armamento potenziato e migliori prestazioni generali.
La prima unità finanziata con il bilancio ordinario del 1914, nel frattempo ridesignata Mackensen in onore del generalfeldmarschall August von Mackensen, fu ordinata nell'agosto 1914, subito dopo lo scoppio della prima guerra mondiale, e impostata presso il cantiere navale Blohm und Voss di Amburgo il 1 gennaio 1915 (numero di costruzione 240). L'unità venne varata il 21 aprile 1917 alla presenza del generaloberst Josias von Heeringen, che tenne un discorso, e della vedova del generale Mackensen che fu la madrina del varo. La costruzione fu interrotta circa 15 mesi prima del completamento. Le autorità britanniche credettero, erroneamente, che la nave fosse stata completata, e la inclusero tra quelle da consegnare agli Alleati, in base alle clausole del trattato di Versailles, per essere internata a Scapa Flow al posto della nave ammiraglia della flotta, la nave da battaglia Baden. Radiata definitivamente dai ruoli della Reichsmarine il 17 novembre 1919, fu demolita a Kiel-Nordmole nel corso del 1922.
Tre ulteriori unità furono ordinate nell'aprile 1915.  La prima di esse, denominata Ersatz Freya, venne impostata presso il cantiere navale Blohm und Voss di Amburgo il 1 maggio 1915 (numero di costruzione 241). Successivamente ribattezzata Prinz Eitel Friedrich, in onore di uno dei figli del Kaiser Guglielmo II, il principe Eitel Friedrich. La sua costruzione fu arrestata quando mancavano 21 mesi al suo completamento. Lo scafo venne varato il 13 marzo 1920 per liberare lo scalo, denominato dagli operai del cantiere Noske in onore del Ministro della Reichswehr Gustav Noske. Lo scafo venne demolito ad Amburgo nel corso del 1921. 
Finanziata con il bilancio di guerra, la terza unità, designata inizialmente Ersatz Blücher fu ordinata al cantiere Schichau di Danzica il 15 aprile 1915, e impostata il 30 novembre dello stesso anno. Ridenominata Graf Spee in onore dell'ammiraglio Maximilian von Spee, comandante dell'Ostasiengeschwader, vincitore della battaglia di Coronel, e perito in quella della Falkland, la nave venne varata il 15 settembre 1917 alla presenza del grande ammiraglio Enrico di Prussia, e con madrina la moglie di Spee, la signora Margarethe.Il 17 novembre 1919 fu radiata definitivamente dai ruoli della Reichsmarine, e il 28 ottobre 1921 lo scafo incompleto fu venduto per 4,4 milioni di marchi e demolito a Kiel-Nordmole.
La quarta, e ultima nave, denominata A/Ersatz Friedrich Carl, ma che avrebbe dovuto essere battezzata ufficialmente Fürst Bismarck, in onore del cancelliere Otto von Bismarck, venne impostata presso l'arsenale imperiale di Wilhelmshaven il 3 novembre 1915 (numero di costruzione 25). La sua costruzione non poté mai essere ultimata, in quanto i lavori andarono avanti con estrema lentezza, e alla fine della guerra mancavano ancora 26 mesi al suo completamento. Ciò che era stato costruito venne demolito sullo scalo nel corso del 1922.
Il costo finale stimato per ogni incrociatore da battaglia "classe Mackensen" raggiungeva i 66 milioni di marchi. Nessuna di esse venne mai completata dato che gli sforzi di costruzione bellica vennero stati deviati verso la realizzazione dei sommergibili.

## Unità della classe
| SMS Mackensen             | 8 × 350 mm | 35.300 t | 4 eliche, turbine a vapore Parsons, 28 nodi | 14 agosto 1914 | 30 gennaio 1915  | 21 aprile 1917                          | — | Blohm und Voss, Amburgo         | Radiata il 17 novembre 1919, demolita tra il 1923 e il 1924 |
| SMS Prinz Eitel Friedrich | 8 × 350 mm | 35.300 t | 4 eliche, turbine a vapore Parsons, 28 nodi | 14 agosto 1914 | 1 maggio 1915    | 13 marzo 1920                           | — | Blohm und Voss, Amburgo         | demolita tra il 1920 e il 1922                              |
| SMS Graf Spee             | 8 × 350 mm | 35.300 t | 4 eliche, turbine a vapore Parsons, 28 nodi | 15 aprile 1915 | 30 novembre 1915 | 15 settembre 1917                       | — | Schichau-Werke, Danzica         | Radiata il 17 novembre 1919, demolita tra il 1921 e il 1923 |
| SMS Fürst Bismarck        | 8 × 350 mm | 35.300 t | 4 eliche, turbine a vapore Parsons, 28 nodi | 17 aprile 1915 | 3 novembre 1915  | Costruzione fermata il 17 novembre 1918 | — | Kaiserliche Werft Wilhelmshaven | Demolita sullo scalo nel 1922                               |

### Annotazioni
1. ↑  Per risparmiare peso lo staff di progettazione suggerì l'adozione di torrette dotate ognuna di tre o quattro pezzi per mantenere lo spostamento sotto il limite di 30.000 tonnellate.
2. ↑  Molto di più di qualsiasi altro incrociatore da battaglia della Kaiserliche Marine.
3. ↑  Esse erano poste più distanziate le une dalle altre rispetto alle precedenti soluzioni installate su altre navi maggiori.
4. ↑  Si trattava degli incrociatori Yorck, Scharnhorst, Gneisenau e Blucher.
5. ↑  In onore dell'incrociatore corazzato Blucher affondato nel corso della battaglia di Dogger Bank.

### Fonti
1. ↑  Gardiner, Gray 1985, p. 156.
2. 1 2 3 4 5 6 7 8 9 10 11 12 13  Cosentino 2015, p. 20.
3. ↑  Hildebrand Röhr & Steinmetz Vol. 6, 1993, p. 30.
4. ↑  Herwig 1980, pp. 201-202.
5. ↑  Hildebrand Röhr & Steinmetz Vol. 6, 1993, pp. 30-31.
6. 1 2 3 4  Hildebrand Röhr & Steinmetz Vol. 6, 1993, p. 31.
7. 1 2 3 4 5 6 7 8 9 10 11  Cosentino 2015, p. 21.
8. 1 2 3 4 5 6 7 8 9 10 11 12 13 14 15 16 17 18 19 20 21 22 23 24 25 26  Gröner 1990, p. 58.
9. 1 2 3 4 5 6  Cosentino 2015, p. 22.
10. 1 2  Gardiner, Gray 1985, p. 155.
11. ↑  Gardiner, Gray 1985, p. 140.
12. ↑  Friedman 2011, p. 133.
13. 1 2  Gardiner, Gray 1985, pp. 140-155.
14. ↑  Friedman 2011, pp. 143-144.
15. ↑  Friedman 2011, p. 147.
16. 1 2  Cosentino 2015, p. 24.
17. ↑  Gröner 1990, p. 57.
18. 1 2  Gröner 1990, p. 56.
19. 1 2  Herwig 1980, p. 200.
20. ↑  Gröner 1990, pp. 58-59.
21. ↑  Staff 2014, p. 323.
22. ↑  Hildebrand Röhr & Steinmetz Vol. 6, 1993, pp. 31-32.
23. ↑  Hildebrand Röhr & Steinmetz Vol. 6, 1993, p. 32.
24. ↑  Hildebrand Röhr & Steinmetz Vol. 3, 1993, p. 238.
25. ↑  Weir 1992, p. 179.